# Alessandro Bertoni (1966)
Alessandro Bertoni (Parma, 8 ottobre 1966) è un allenatore di calcio ed ex calciatore italiano, di ruolo difensore.

## Carriera

### Giocatore
Dopo gli esordi in Serie D con il Carpi nel 1986, passa alla SPAL dove disputa due campionati di Serie C1 ed uno di Serie C2. Successivamente vince con la maglia del Venezia il campionato di Serie C1 1990-1991 e l'anno seguente fa il suo esordio in Serie B con i veneti.
Nel 1992 è alla Ternana, sempre in Serie B, ed in seguito disputa un'altra stagione in Serie B ed una in Serie C1 con il Modena.
Dopo altri tre anni trascorsi tra Serie C1 e Serie C2 a Taranto e Giulianova, nel 1998 passa al Messina con cui partecipa alla scalata dalla Serie C2 alla Serie B, raggiunta al termine della stagione 2000-2001.
Termina la carriera da professionista in Serie C1 con il Paternò. In totale ha collezionato 129 presenze e 2 reti in cinque campionati di Serie B giocati con le maglie di Venezia, Ternana, Modena e Messina.

### Allenatore
Inizia la carriera di allenatore nel ruolo di vice di Stefano Cuoghi sulle panchine di Foggia, Arezzo, Venezia e Pisa, con cui vince il campionato di Serie D 2009-2010.
Nel settembre 2011 è chiamato alla guida del Messina che disputa il campionato di Serie D 2011-2012 a sostituire Andrea Pensabene alla quarta giornata; alla penultima giornata di campionato la squadra raggiunge i play-off. Ma successivamente dopo aver passato il primo turno (con la Battipagliese vinta per 3 a 1 fuori casa), si ferma contro il Cosenza per 3 a 0.

## Palmarès

### Giocatore

#### Competizioni nazionali
- Serie C2: 1

Messina: 1999-2000